# John Tempesta
John Joseph Tempesta (Bronx, New York, 26. rujna 1964.) američki je heavy metal bubnjar. Od 2006. je član sastava The Cult. Svirao je sa sastavima kao što su Exodus, Testament i White Zombie. Surviđao je i s pjevačem Robom Zombieom kao samostalni glazbenik te je bio tehničar za udaraljke Charlieja Benantea, bubnjara Anthraxa. Godine 1997. pridružio se sastavu Pong no sastav se raspao iste godine. Godine 2000. svirao je na pjesmi "Meat" iz samostalnog albuma Tonyja Iommija. Od 2004. do 2005. svirao je sa skupinom Helmet.
U listopadu 2004. snimio je album sa sastavom Scum of the Earth. Dana 14. veljače 2006. pridružio se sastavu The Cult. Dana 15. srpnja 2013. snimio je bubnjeve na album projekta Temple of the Black Moon, projekt na kojem su svirali glazbenici drugih sastava heavy metala kao što su Dani Filth, Rob Caggiano i King Ov Hell. Iste godine svirao je na albumu Another Life sastava Emphatic.

## Diskografija
Testament
- Low (1994.)

Exodus
- Impact Is Imminent (1990.)
- Good Friendly Violent Fun (1991.)
- Force of Habit (1992.)

Helmet
- Size Matters (2004.)

White Zombie
- Astro-Creep: 2000 – Songs of Love, Destruction and Other Synthetic Delusions of the Electric Head (1995.)
- Supersexy Swingin' Sounds (1996.)

Scum of the Earth
- Blah...Blah...Blah...Love Songs for the New Millennium (2004.)

The Cult
- Born into This (2007.)
- Choice of Weapon (2012.)
- Hidden City (2016.)

Emphatic
- Another Life (2013.)

Rob Zombie
- Hellbilly Deluxe (1998.)
- The Sinister Urge (2001.)
- Past, Present and Future (2003.)
- The Best of Rob Zombie (2006.)